# Pucang (Sidoarjo)
Pucang is een bestuurslaag in het regentschap Sidoarjo van de provincie Oost-Java, Indonesië. Pucang telt 6429 inwoners (volkstelling 2010).